# 赣州战役
赣州战役是发生在第一次国共内战與對日抗戰期间的一次战役，由中國共產黨中國工農紅軍（紅軍）對中華民國國民革命軍（國軍）發動，其战役历时33天，红军方面不仅损失惨重，城未攻克，还影响其扩大和巩固根据地的工作。后中国共产党对此役之评价为“是左倾军事冒险主义所造成的恶果”，认为左倾军事冒险主义领导者对局势的错误估计，认为夺取中心城市，便可以取得一省数省的首先胜利，盲目地派遣军事实力和武器装备都不足的红军，强攻国民党控制下城防极为坚固的赣州。由于红军发动此次战役，一定程度上缓解了广东军阀陈济棠与蒋介石的矛盾，使得红军日后的反围剿更加困难。此次战役红军在战略指导上，违背了“战略上持久，战斗中速决；战略上以少胜多，战斗中以多胜少”的原则。同时，对守军布防的不明，导致不敢轻易攻城；对援军判断失误，攻城和打援的关系处理不到位都是此役红军失败的原因。由于战事的失利，同年3月，项英拜访被冷遇的毛泽东，并请其重新出师参与军事策划。3月中旬中共苏区中央局召开了江口会议，总结攻打赣州的经验教训，确定红军下一步行动方针。彭德怀在他的自述中表示，红军没有在国军援军增援时积极打援，是战争失败的主要原因。朱德在之后的回忆中认为，由于前三次的反围剿胜利，中央冲昏了头脑，直接导致其放弃游击战术，转而攻打大城市。
赣州战役此役与淞沪抗战幾乎同時發生（赣州战役是2月4日至3月7日，一二八上海抗战是1月28日至3月3日），十九路军对日作战伤亡惨重后，国军的增援部队为张治中的第五军（下辖第87师和第88师）。之后准备增援上海的部队为胡宗南的第一师和王均的第七师。
赣州附近的陈诚第十八军及第十师、第八十三师等部队参与赣州解围。离上海更近的驻无锡、苏州一带的上官云相一师，驻浙江的戴岳一旅，驻江北的梁冠英一路皆按兵不动。。
《攻取赣州的军事训令》是1月10号下达，略早于一二八事变。一二八当日，中共组织了沪西反日大罢工，封锁日厂，检查日货，但也同時鼓動上海工人奪取武裝，攻擊國民革命軍，也鼓動國民革命軍士兵反對國民政府，影響了國民政府投入抗日戰爭。

## 战役背景

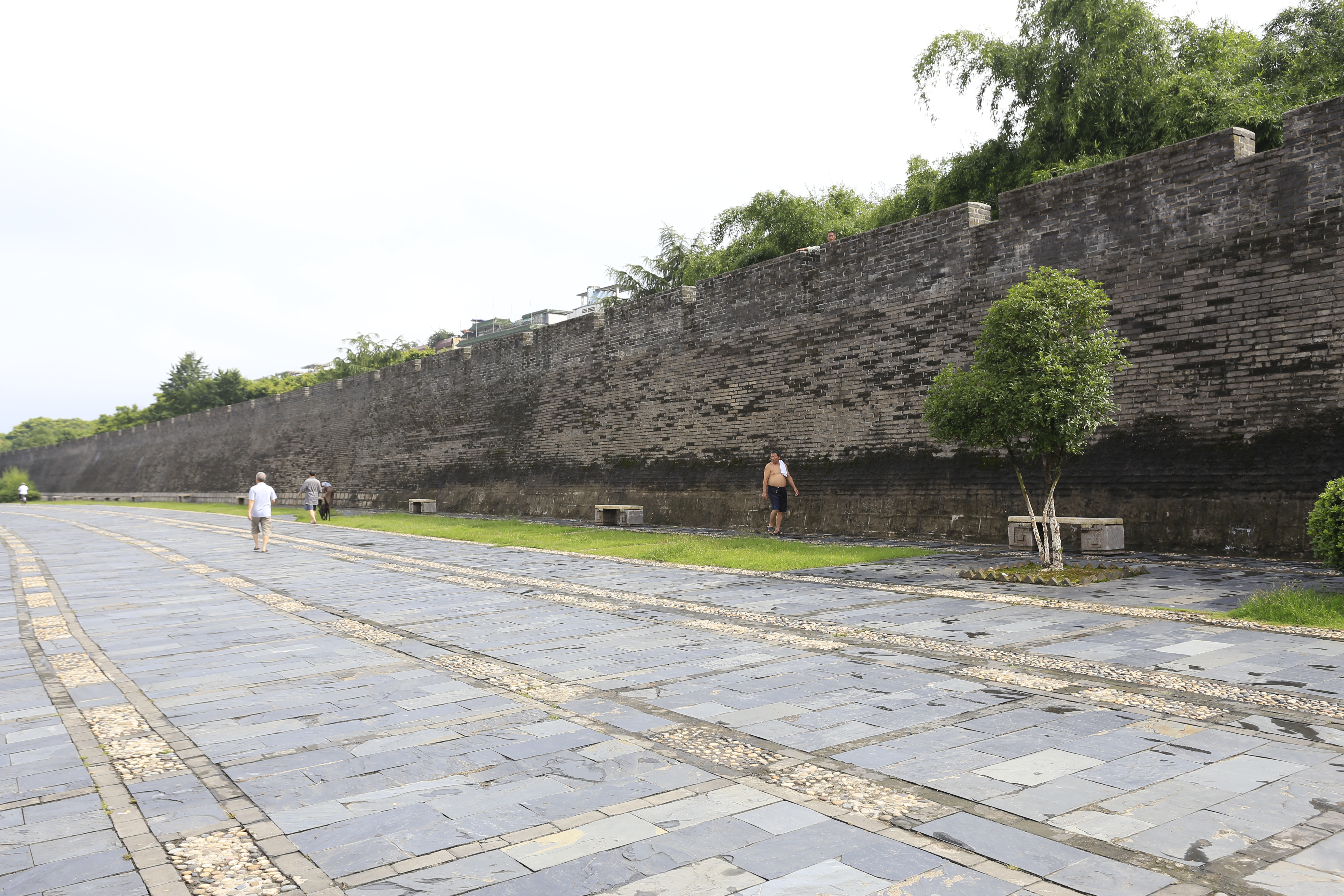
赣州城墙

赣州是江西南部的政治、经济、文化中心，且为通往闽、粤、湘的交通要道，自古即为军事重镇。赣州城位于章水和贡水汇合之处，三面环水，仅南面是陆地，易守难攻:2178。赣州城墙自东晋太康年间太守高琰筑城始，又在五代后梁开平四年（910年）扩城。北宋嘉佑年间，孔子第四十六代孙孔宗翰任赣州太守时，用铁加固城墙，后经历代修葺，有“铁赣州”之称:2179。
当时，中国共产党及红军政权内部以王明的“左倾路线”占据统治地位，发布“争取一省数省首先胜利”的决议，批判“游击主义”。在1932年初，多次命令红军进攻赣州城，再夺取吉安、南昌、九江等城。赣州是当时赣南的经济中心，人口约4万人。如果此役攻克赣州，对红军发展和巩固赣南12县（赣县、南康、大余、上犹、崇义、信丰、龙南、定南、全南、寻邬、安远）有利，且可使湘赣苏区连成一片，巩固其后方。
1932年1月9日，博古代表中央作了《中央关于争取革命在一省与数省首先胜利的决议》:223，要求红军占领南昌、抚州、吉安、赣州等“中心城市”。然而红军内部存有不同意见，其中毛泽东认为红军装备差，不宜进攻“中心城市”，朱德也不赞同发动此次战役。周恩来抵达苏区后，听了毛泽东等的意见后，也认为时机不成熟，向中共临时中央提出不打的建议。但远在上海的博古既不懂军事，也不了解实际情况，仍坚持红一方面军进攻“中心城市”:2176，当即复电中央苏区，要求在抚州、吉安、赣州三城中择一而攻:224。周恩来随即召集中共苏区中央局会议，多数人同意进攻赣州。

## 战前部署

### 红军方面
1932年1月10日，中央革命军事委员会下达了《攻取赣州的军事训令》，规定由彭德怀任前敌总指挥，红三军团和红四军为主作战军，赣南、赣东、河西、永吉太万游击队和江西军区预备队为支作战军，由陈毅负责指挥。红十六军进窥樟村，威胁吉安守军，使其不能增援赣州。红三军担任消灭宁都、于都境内的地方武装。红十二军在宁化西南巩固闽赣苏区，红五军团就地整顿休息:2177。
主作战军中，红三军团担任攻城任务。红四军的第10、11、12师分别布置在南康、新城、杨眉寺地区负责阻止援赣的粤军:298。《训令》要求攻城部队采取袭击武器或强攻的战术，尽快攻下赣州。组织有技术的工人和士兵，专门负责爆破城墙和挖掘地道。总预备队在沙石埠附近做群众工作，而地方部队负责压迫来援部队，并相继夺取大庚掩护红军攻城:2178。
支作战军之赣南游击队配合独立第7师，防止会昌、寻乌和广东东江一带国军骚扰。赣东游击队以广昌为中心，巩固广昌苏区，并派部向南丰、宜黄、乐安方向游击。河西游击队相继夺取遂川，永吉太万游击队相继夺取万安:2178。

### 国军方面
赣州城驻扎有江西绥靖公署主任朱绍良直接指挥的国民革命军第12师之马昆第34旅（2个团和1个独立连）:297六千余人和地方靖卫团两千多人，加上17个县的民团指挥部，约一万三千人:2179:173。蒋介石的嫡系部队陈诚第18军驻扎在赣州以北的峡江、吉安、万安、安福等地；其南粤赣边界的大庚、南雄、韶关又有粤系军阀的第1、2师和独立第1、2旅共十余个团:297，随时可以增援赣州:2178。
彭德怀则认为，赣州守军只有马昆旅的6000人，加上地方靖卫团2000人，如果有时间，国军不来增援，则红军可以占领赣州:173。

## 战役经过

### 前夕
1月中旬，彭德怀率红三军团和红四军分别由会昌和石城向赣州进军。2月4日抵达赣州城东外五里亭和城西南郊。红四军行进途中，在新城附近歼灭增援赣州的粤军独立第1旅第3团大部，俘虏300余人。与此同时，赣州守将马昆命拆除外围工事，撤入城中，集中兵力，缩短战线，固守待援。其第67团守东门、小南门、建春门，第68团守南门、西津门，地方武装和民团协助守城。而红军红七军攻打东门，红三军团第2师攻打南门，红三军团第1师攻打西门:2180。

### 第一次爆破攻城
2月23日，红军抬着云梯在机枪和炮火的掩护下冲到城墙下，架起云梯攻城。守军立即投掷滚木和手榴弹，并加大火力，使得爬城无济于事。彭德怀见红军一次次的失利，决定改变战法，由红七军负责以坑道爆破攻城:2180。然而，中共高层已经设想在攻占赣州后，将这里定为中华苏维埃共和国的首都，保留城墙有利于“未来首都”的防御，因此规定要保持城墙完整，不要炸得太厉害:226。
红七军军长张云逸下令组成三支队伍。第一支为爆破队，由王耀南带领，负责选择爆破点，挖地道，安装炸药实施爆破。第二支为先锋队，负责在爆破成功后突入城中消灭两侧守军。第三支为政治侦察队，由军保卫科科长带领，在打下赣州后，侦破国民党的特务组织，保证中央领导的安全。:2181
红七军迅速在东门外用沙袋垒出工事，架起机枪封锁城门，掩护爆破队挖地道，坑道口距离城墙四五十米远。红三军团派来了一名曾经负责爆破会昌城墙的科长做技术指导。红军刚开始挖坑道时便被守军发现，不断地向坑道口射击，投掷手榴弹。由于坑道口小，仅容三人作业，历经十几天才将坑道延伸至墙下:2180。
当日晨，守军的一个营从东门而出，冲向坑道口。掩护的部队迅速用反击，将进攻打退:2180。爆破队迅速布置好炸药，而先锋队也隐蔽在墙根下。上午10点，总指挥部下令爆破，城墙被炸出一个几十米的缺口。守军死亡200余人，担任进攻的部队和先锋队也都有伤亡，其中先锋队仅剩四人。但马昆接到密报后在东门外建起第二道防御工事，并加强了兵力，红军组织了四次冲锋均被打退:300，东门爆破宣告失败。而西门和南门的爆破都因为坑道积水，未能引爆炸药:2182。

### 再次攻城
红七军再次组成爆破队，由姜茂生负责，而重组的突击队，由第55团团长黄勉昌指挥。与此同时马昆电告朱绍良救援，朱命吉安陈诚部增援。陈诚派出11师、14师，由罗卓英率驰援赣州:2182，于29日:2183抵达赣州西北，并在北门架设起一座浮桥。当晚马昆冒险出城与罗卓英会面，两人决定“缩小阵地，增兵进城，内外夹攻，以解赣围”。罗遂派出第十一师第三十二旅旅长黄维带领二个团和一个工兵营从偷渡入城，并令其一部从两侧包围红军，未被红军察觉。3月1日，第11师31旅推进至黄金渡、欧潭、黎人坡一线，第32旅进至横石、神背、通天岩。第14师41旅进至南桥、杨梅渡，第40旅进至赤珠岭:299。粤军余汉谋部第一军共二师二旅和一个教导团有增援之势。彭德怀、滕代远得知罗卓英援兵向赣挺进后，在2月23日电告中革军委，提出“攻破可能性很小”:2183。
然而中革军委不顾实际情况，也未采纳彭、滕二人的意见，反而在3月1日直接将总部移动至赣州前线直接指挥。同日发布了《围攻赣州的训令》，《训令》提出赣州附近建立了许多红色政权，已将赣州围困于苏区之中。红军不但能攻下赣州，且能消灭来援国军，从而更顺利地夺取吉安。因此中革军委又增调红五军团参战，要求“坚决夺取赣州”:2184-2185。3月4日，红军再次攻城，然而在攻城之前，一个原马昆部下的红军叛逃，导致马昆做了准备，故红军仍未得手:226。红军连续四次攻城不下，却仍屯兵城下。马昆潜出城与罗卓英密谋，决定利用红军无防御设施，部队伤亡过大及疲惫进行偷袭。3月5日，当红军正打算再次攻城时，国军先前潜入城中的两个团开始在城墙上打洞:2186。

### 围袭和撤退
3月7日国军分三路向红军发动袭击，第1师的政委黄克诚由于攻城不利没有睡着，闻外有异，便叫醒师长侯中英。侯中英走后，黄克诚带领一个通讯班在一个隐蔽的地方向军团司令部汇报，请求撤退，军团参谋长邓萍拒绝了请求。黄克诚又让师直属队撤至南门以东的山上，此后再通知特务连连长刘少卿撤离师指挥部时，国军已经打到了师部。黄克诚迅速带领通讯班撤离，途径机场时谎称是罗卓英的部队侥幸穿过。后黄克诚赶至2师师部，建议2师师长郭炳生指挥部队撤退，但被以无上级命令为由拒绝。黄克诚返回1师驻地，由于红三团一名军官反水，告知了国军红军的联络信号和集结地点，国军遂挖通了抵达红三兵团驻地的地道，师长侯中英在撤退时被俘:2187。
红五军团迅速赶到了赣州，对国军的围袭进行反扑，掩护主力部队撤退至白云山、天竺山一带:301。3月8日，中革军委意识到了攻克赣州已成为不可能，下令撤围赣州。至此，历时33天的赣州战役以红军惨败结束:2188。

## 战果及后续影响
在国军偷袭红军时，红三军团第一师侯中英及其大部被俘，后侯被处决。红四军第17师政委张赤男、红五军团第13军政委欧阳健等10多名师、团级红军将领阵亡:2189。
赣州战役历时33天，红军方面不仅损失惨重，城未攻克，还影响其扩大和巩固根据地的工作。后中国共产党对此役之评价为“是左倾军事冒险主义所造成的恶果”，认为左倾军事冒险主义领导者对局势的错误估计，认为夺取中心城市，便可以取得一省数省的首先胜利，盲目地派遣军事实力和武器装备都不足的红军，强攻国民党控制下城防极为坚固的赣州。由于红军发动此次战役，一定程度上缓解了广东军阀陈济棠与蒋介石的矛盾，使得红军日后的反围剿更加困难:301。
此次战役红军在战略指导上，违背了“战略上持久，战斗中速决；战略上以少胜多，战斗中以多胜少”的原则。同时，对守军布防的不明，导致不敢轻易攻城；对援军判断失误，攻城和打援的关系处理不到位都是此役红军失败的原因:310。由于战事的失利，同年3月，项英拜访被冷遇的毛泽东，并请其重新出师参与军事策划。3月中旬中共苏区中央局召开了江口会议，总结攻打赣州的经验教训，确定红军下一步行动方针。
彭德怀在他的自述中表示，红军没有在国军援军增援时积极打援，是战争失败的主要原因:175。朱德在之后的回忆中认为，由于前三次的反围剿胜利，中央冲昏了头脑，直接导致其放弃游击战术，转而攻打大城市:2190。
赣州战役的时期，与一二八淞沪抗战时期几乎同步（赣州战役是2月4日至3月7日，一二八上海抗战是1月28日至3月3日），紅軍行動牽制了國民政府無法專心對抗日軍。时任红三军团一师团政委方强后来评价说：“当时正处在‘一· 二八’事变的形势下，应当举起抗日民族革命旗帜，适时开展抗日民族统一战线工作，开展政治攻势，揭露蒋介石卖国阴谋和发动内战的反动实质，使全国人民深明大义，以扩大我党我军的政治影响。这样对防止内战，巩固并扩大革命根据地，是十分有利的。 相反，打赣州，不仅没有利用‘一·二八’事变，在政治上打击国民党反动派，反而给蒋介石蓄谋已久的‘攘外必先安内’的反动政策找了借口。”
有学者反对方强上述言论，认为《攻取赣州的军事训令》是1月10号下达，早于一二八事变。一二八当日，中共组织了沪西反日大罢工，封锁日厂，检查日货，坚持两个多月，支援了十九路军对日作战。 十九路军伤亡惨重后，国军的增援部队为张自忠第五军。之后准备增援上海的部队为胡宗南的第一师和王均的第七师。赣州附近的陈诚第十八军及第十师、第八十三师等部队则参与赣州解围。离上海更近的驻无锡、苏州一带的上官云相一师，驻浙江的戴岳一旅，驻江北的梁冠英一路以及在杭州、赣东的蒋介石嫡系部队约六十个师的兵力皆按兵不动。但事实上，蒋鼎文第9师、上官云相第47师等中央军，甚至赣州的陈诚第18军五个师，皆受军政部调遣，北上抗战。中央军第八十七和八十八师、胡宗南第一师、王均第七师、李默庵第十师、蒋伏生第八十三师等部，皆受蒋介石亲自调遣，增援上海。（详见淞沪抗战）

## 脚注
1. 1 2 3 4 5 6 7 8 9 10 11 12 13 14 15 16 17 18 19 20 21 22 23 24  刘秉荣. . 北京: 人民出版社. 2007. ISBN 978-7-01-0065-30-4.
2. 1 2  .
3. 1 2  .
4. 1 2  .
5. 1 2 3 4  蒋光鼐 蔡廷锴 戴戟. .
6. ↑  . BBC中文網. 2017-07-30  [2019-04-09]. （原始内容存档于2021-05-13）.
7. ↑  . 军事网.   [2010-07-03]. （原始内容存档于2007-07-13） （中文）.
8. 1 2 3 4  叶永烈. . 四川人民出版社、华夏出版社. 2014. ISBN 978-7-220-09205-3.
9. ↑  中共中央文献研究室; 金冲及. . 北京: 中央文献出版社. 2008: 272. ISBN 978-7-5073-2467-9.
10. 1 2 3 4 5 6 7 8  编审委员会（主任：杨得志）. . 北京: 解放军出版社. 1993. ISBN 978-7-5065-5396-4.
11. 1 2 3  彭德怀. . 北京: 人民出版社. 1981. 统一书号：11001·466
12. 1 2 3 4  王清魁. . 北京: 解放军出版社. 1987: 9. 统一书号：5158·124
13. ↑  湯瑪斯·凱平, 遠暉. . 中国香港: 時代潮流出版社. : 42. ISBN 9789889854973.
14. ↑  中国人民解放军历史资料丛书编审委员会. . 北京: 解放军出版社. 1994: 110. ISBN 7-5065-2302-7.
15. ↑  王辅《日军侵华战争 1931－1945》第一卷，辽宁人民出版社，1990年版，第171页。